# Belus
Belus (норв. Белый Бог, Бел) — седьмой студийный альбом сольного норвежского проекта Варга Викернеса Burzum, вышедший в 2010 году на лейбле Byelobog Productions.

## Создание альбома
Согласно интервью Варга Викернеса, материал для альбома готовился до, во время и после его заключения в тюрьме. Стиль альбома, по словам самого Варга, близок к «Hvis lyset tar oss» и «Filosofem».
Альбом писался на качественном оборудовании, с использованием хорошего микрофона, в отличие от большинства предыдущих.
Фотография с обложки была сделана недалеко от дома Варга.
Я выбрал её, поскольку она соответствует задумке альбома: Бел является солнечным божеством, на обложке он остаётся загадкой, ибо его не видно. Видно только солнечные лучи, пробивающиеся сквозь туман. Кроме того, божества, на самом деле все божества, изначально были духами деревьев, и поэтому я считаю, что дерево, мешающее нам увидеть самого Бела, удачно расположено на снимке. Кстати, сосна, не дающая нам узреть Бела, посвящена Каймадальту (Хаймдаллю — «стражу богов»).

Варг Викернес

## Список композиций
Слова и музыка всех песен — Варг Викернес.
| №  | Название                           | Перевод                   | Длительность |
| -- | ---------------------------------- | ------------------------- | ------------ |
| 1. | «Leukes Renkespill (Introduksjon)» | Проделки Лёке (Пролог)    | 0:33         |
| 2. | «Belus' Død»                       | Смерть Бела               | 6:23         |
| 3. | «Glemselens Elv»                   | Река Забвения             | 11:54        |
| 4. | «Kaimadalthas' Nedstigning»        | Сошествие Каймадальта     | 6:43         |
| 5. | «Sverddans»                        | Танец с Саблями           | 2:27         |
| 6. | «Keliohesten»                      | Лошадь Келио              | 5:45         |
| 7. | «Morgenrøde»                       | Утренний Рассвет          | 8:54         |
| 8. | «Belus' Tilbakekomst (Konklusjon)» | Возвращение Бела (Эпилог) | 9:37         |

## Участники записи
- Варг Викернес — все инструменты.

## Позиции в чартах
| Чарт (2010)            | Пиковая позиция |
| ---------------------- | --------------- |
| Finnish Albums Chart   | 8               |
| Norwegian Albums Chart | 23              |